# Lipsk (obwód witebski)
Lipsk (biał. Ліпск; ros. Липск) – wieś na Białorusi, w obwodzie witebskim, w rejonie dokszyckim, w sielsowiecie Berezyna. W 2009 roku liczyła 53 mieszkańców.